# 三重県道653号草生曽根線
三重県道653号草生曽根線（みえけんどう653ごう くさわそねせん）は、三重県津市を通る一般県道である。

## 概要
津市安濃町草生から津市安濃町曽根に至る。

### 路線データ
- 起点：三重県津市安濃町草生（字柳1247の1番地先[1][2]：三重県道410号草生窪田津線交点）
- 終点：三重県津市安濃町曽根（字前528の4番地先[1][2]：曽根橋東詰交差点、三重県道42号津芸濃大山田線交点）
- 総延長：3.97 km

## 歴史
- 1959年（昭和34年）
  - 1月25日 - 認定[3]

起点：三重県安芸郡安濃村大字草生
終点：三重県安芸郡安濃村大字曽根
  - 3月31日 - 道路区域の決定[4]
  - 5月19日 - 道路の供用開始[5]

三重県安芸郡安濃村大字草生字柳1247の1番地先から三重県安芸郡安濃村大字川西字八幡前1275番地先を経て三重県安芸郡安濃村大字曽根字前528の4番地先まで（延長3.97 km）
- 2007年（平成19年）4月1日 - 県道の路線認定の一部改正[6]（自治体合併に伴う変更）

起点：三重県津市安濃町草生
終点：三重県津市安濃町曽根

## 路線状況

### 道路施設

#### 橋梁
- 東観橋（北大谷川、津市）
- 曽根小橋（朝日新川、津市）
- 曽根橋（安濃川、津市）

## 地理

### 通過する自治体
- 三重県

- 津市

### 交差する道路
| 交差する道路               | 交差する場所 | 交差する場所             |
| -------------------------- | ------------ | ------------------------ |
| 三重県道410号草生窪田津線  | 安濃町草生   | 起点                     |
| 広域農道グリーンロード     | 安濃町草生   |                          |
| 三重県道649号亀山安濃線    | 安濃町川西   | 津市役所安濃支所東交差点 |
| 三重県道42号津芸濃大山田線 | 安濃町曽根   | 曽根橋東詰交差点 / 終点  |

### 沿線
- 安濃中央総合公園
- 津市立草生小学校
- 津市立東観中学校
- 津市役所 安濃庁舎
- 津市立安濃図書館
- 津市立村主小学校
- 中勢ゴム 本社